# John Murphy (cyclisme)
Pour les articles homonymes, voir John Murphy et Murphy.
John Murphy, né le 15 décembre 1984 à Jacksonville, est un coureur cycliste américain, professionnel entre 2004 et 2020.

## Biographie

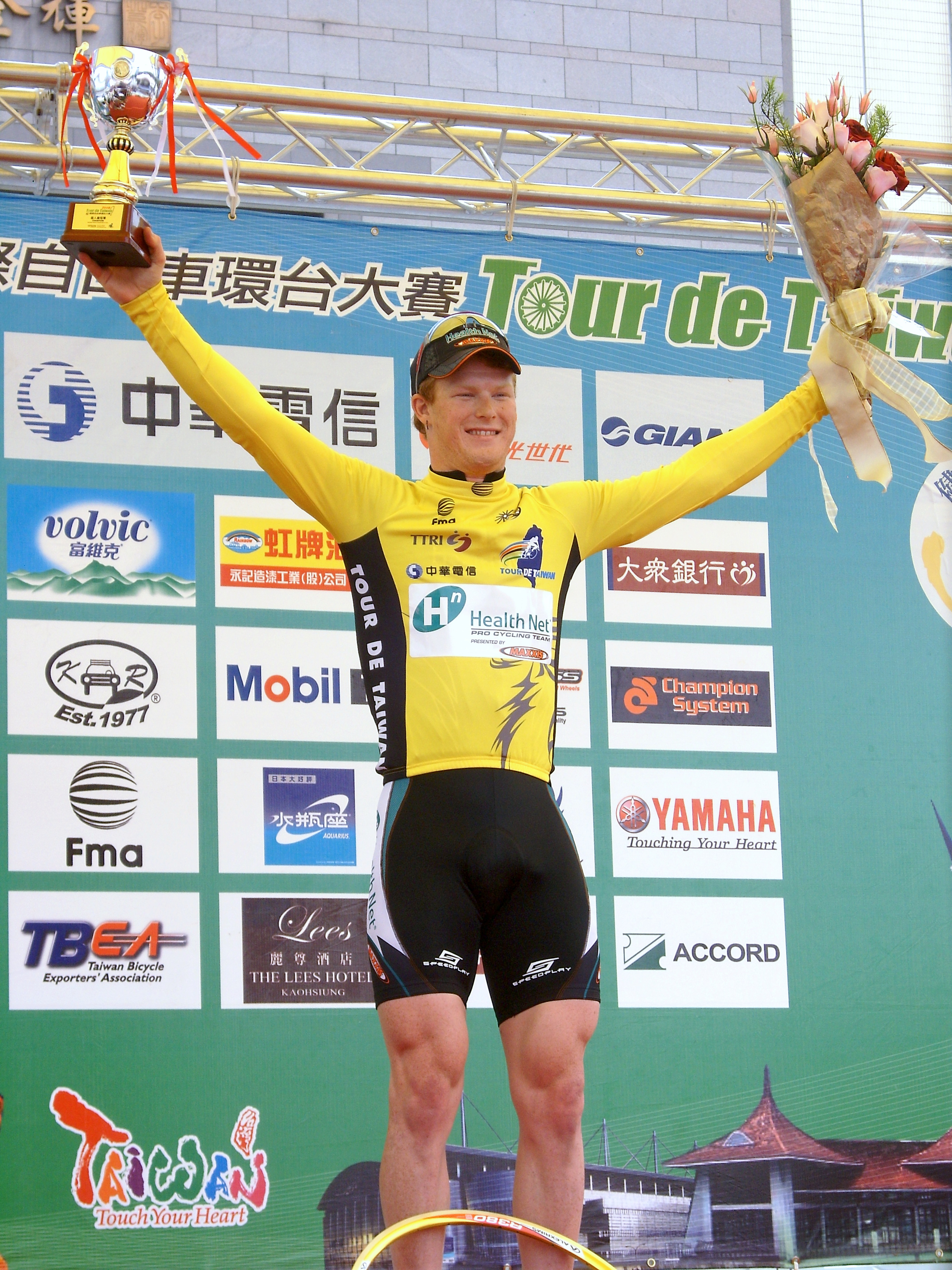
John Murphy lors du Tour de Taïwan 2008

Fin 2014, ses dirigeants annoncent qu'il fera toujours partie de l'effectif de la formation UnitedHealthcare en 2015.
En 2015, il remporte le classement général et deux étapes de la Joe Martin Stage Race. Au deuxième semestre, il s'adjuge la septième étape du Tour du Colorado.
Au mois d'août 2017, il remporte la quatrième étape du Tour de l'Utah.

## Palmarès
- 2005
  - 2e étape de la Valley of the Sun Stage Race
- 2008
  - Classement général du Tour de Taïwan
  - 4e étape de la Fitchburg Longsjo Classic
  - 2e de la Nature Valley Grand Prix
- 2009
  -  Champion des États-Unis de critérium
  - 3e du Sunny King Criterium
- 2012
  - 1re étape de la Valley of the Sun Stage Race (contre-la-montre)
  - Tour of America's Dairyland :
    - Classement général
    - 1re et 5e étapes

  - 2e de l'Athens Twilight Criterium
  - 2e du Tour of Elk Grove
- 2013
  - 3e du Tour of Elk Grove
- 2014
  -  Champion des États-Unis de critérium
- 2015
  - Joe Martin Stage Race :
    - Classement général
    - 2e et 3e étapes

  - 7e étape du Tour du Colorado
- 2016
  - 3e étape du Herald Sun Tour
  - 3e étape du Tour de Langkawi
  - 10e étape du Tour of America's Dairyland
  - 2e du championnat des États-Unis de critérium
  - 3e du Tour of America's Dairyland
- 2017
  - Sunny King Criterium
  - Athens Twilight Criterium
  - Delta Road Race
  - 4e étape du Tour de l'Utah
  - 1re étape de la Colorado Classic
  - 2e de la Clarendon Cup
- 2018
  - 1re étape du Circuit des Ardennes international
  - Athens Twilight Criterium
  - 2e de la Crystal Cup

## Résultats sur les grands tours

### Tour d'Italie
1 participation
- 2010 : abandon (8e étape)

## Classements mondiaux
| Année            | 2008 | 2009 | 2010 | 2011 | 2012 | 2013   | 2014 | 2015   | 2016 | 2017 |
| ---------------- | ---- | ---- | ---- | ---- | ---- | ------ | ---- | ------ | ---- | ---- |
| UCI World Tour   |      |      |      | nc   |      |        |      |        |      |      |
| UCI America Tour |      | 228e |      |      | 12e  | 27e    |      | 14e    | 347e | 26e  |
| UCI Asia Tour    | 29e  |      |      |      |      |        | 292e |        | 298e |      |
| UCI Europe Tour  |      |      | 583e |      |      | 1 190e |      | 1 054e |      |      |
| UCI Oceania Tour |      |      |      |      |      |        |      | 33e    | 62e  |      |